# 개운사 (서울)
개운사(開運寺)는 서울특별시 성북구 안암동 5가에 있는 대한불교조계종 소속의 사찰이다.

## 위치
안암산 자락에 위치한 절로 조선 건국 초기에 무학이 절을 짓고 영도사(永導寺)라고 부른 것이 기원으로 알려져 있다. 이후 조선 정조 3년에 홍국영의 누이인 원빈 홍씨가 어린 나이에 사망하자 이곳에 묘소를 정해 명인원을 세우게 되었다. 이에 승려 축흥이 절을 동쪽으로 약간 옮겨 지은 것으로 전해진다. 그러나 조선 영조 6년에 이미 영도사가 이전된 것으로 기록된 문헌도 있어 영도사가 개운사로 이름을 바꾸게 된 시기와 이유는 명확하지 않다. 무학대사의 영도사가 있던 자리에는 고려대학교 이공대학이 자리잡고 있다.
흔히 ‘불교개혁의 근원지’, ‘불교교육의 근본도량’으로 불린다. 20세기에 들어서 한국 불교의 개혁 세력을 대표해 왔기 때문이다. 1926년에는 박한영이 머물렀고, 개운사의 암자인 대원암에는 탄허가 머물면서 불경 번역 작업을 했다. 1981년부터는 불교 교육의 중심지인 중앙승가대학이 있던 곳이기도 하다. 경기도 김포시로 이전한 중앙승가대학 교사는 현대식 건물로 세워져 있다. 절 동쪽 골짜기에 있는 암자 보타사 뒤의 암벽에 있는 서울 보타사 마애보살좌상은 대한민국의 보물 제1828호로 지정되어 있다.

## 전해오는 이야기
대한불교조계종 직할교구 조계사의 말사이다. 1396년(태조 5) 무학(無學)이 현재 위치의 근처에 창건하여 영도사(永導寺)라고 하였으며, 1779년(정조 3) 정조의 후궁인 홍빈(洪嬪)의 묘 명인원(明仁園)이 절 옆에 들어서자 인파(仁波)가 지금의 자리로 옮기고 개운사라 개명하였다.
1873년(고종 10) 명부전을, 1880년 이벽송(李碧松)이 대웅전을 중건하였다. 1912년 일제의 사찰령 시행에 따라 봉은사의 수반말사(首班末寺)로 지정되었고 김현암(金玄庵)이 제1대 주지로 부임하였다.
1926년 김동봉(金東峰)이 강원을 개설하였고 1929년 권범운(權梵雲)·신영산(申靈山)이 독성전을 중건하였다. 1932년 이벽봉(李碧峰)이 노전을 짓고, 1935년 권범운이 칠성각을 지었다. 1980년 이전에는 조계종종정의 정통성을 내세우면서 총무원이라는 간판을 걸었고, 1993년 대웅전을 새로 지었다.
현재 경내에는 1981년 이전해온 승려들의 교육기관인 중앙승가대학(中央僧伽大學)을 비롯하여, 대웅전·지장전(地藏殿)·칠성전·독성각(獨聖閣)·종각·선방(禪房)·자비관 등이 있다. 그 가운데 선방은 서울근교에서 가장 큰 규모이며, 대각루(大覺樓)라는 명필 현판이 걸려 있다.
산내 암자로는 동쪽 200m 지점에 대원암(大圓庵)과 칠성암이 있다. 1845년(헌종 11) 우기(祐祈)가 창건한 대원암은 근대의 고승인 박한영(朴漢永)이 불교전문강원을 개설하여 불교계 석학들을 배출하였고, 1970년대에는 선사 탄허(呑虛)가 주석하면서 역경사업에 종사한 곳이기도 하다.

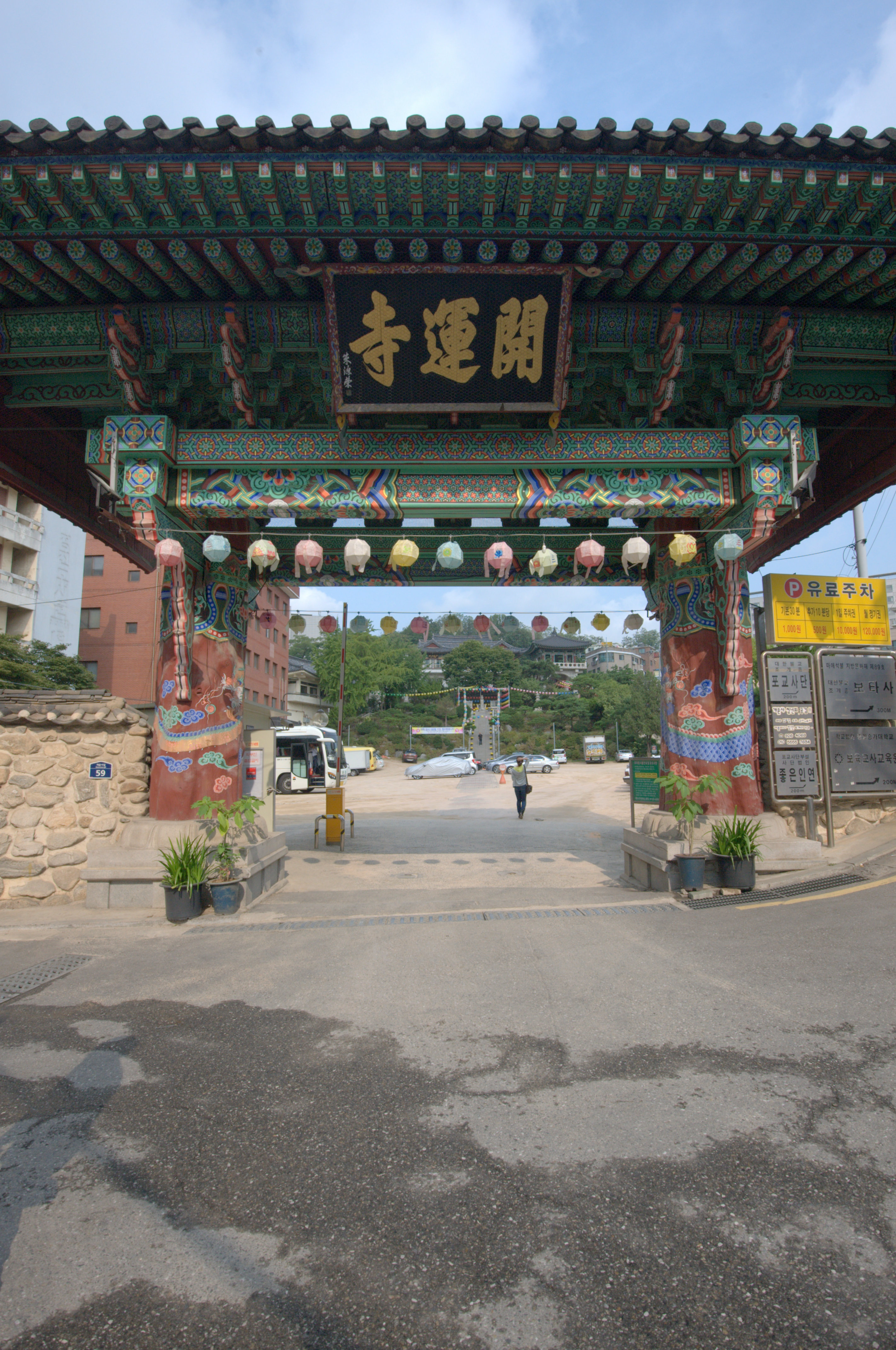
정문
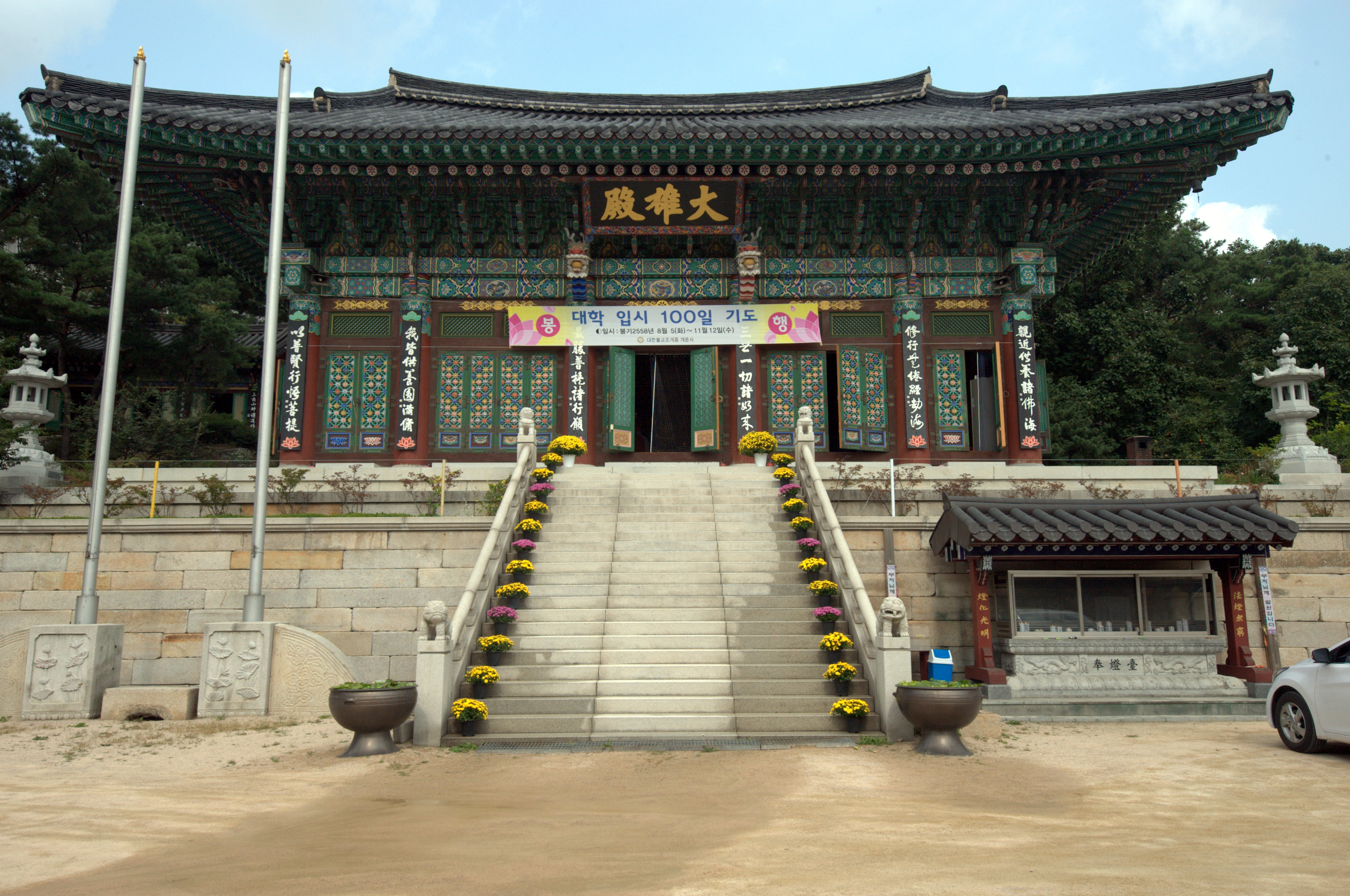
대웅전
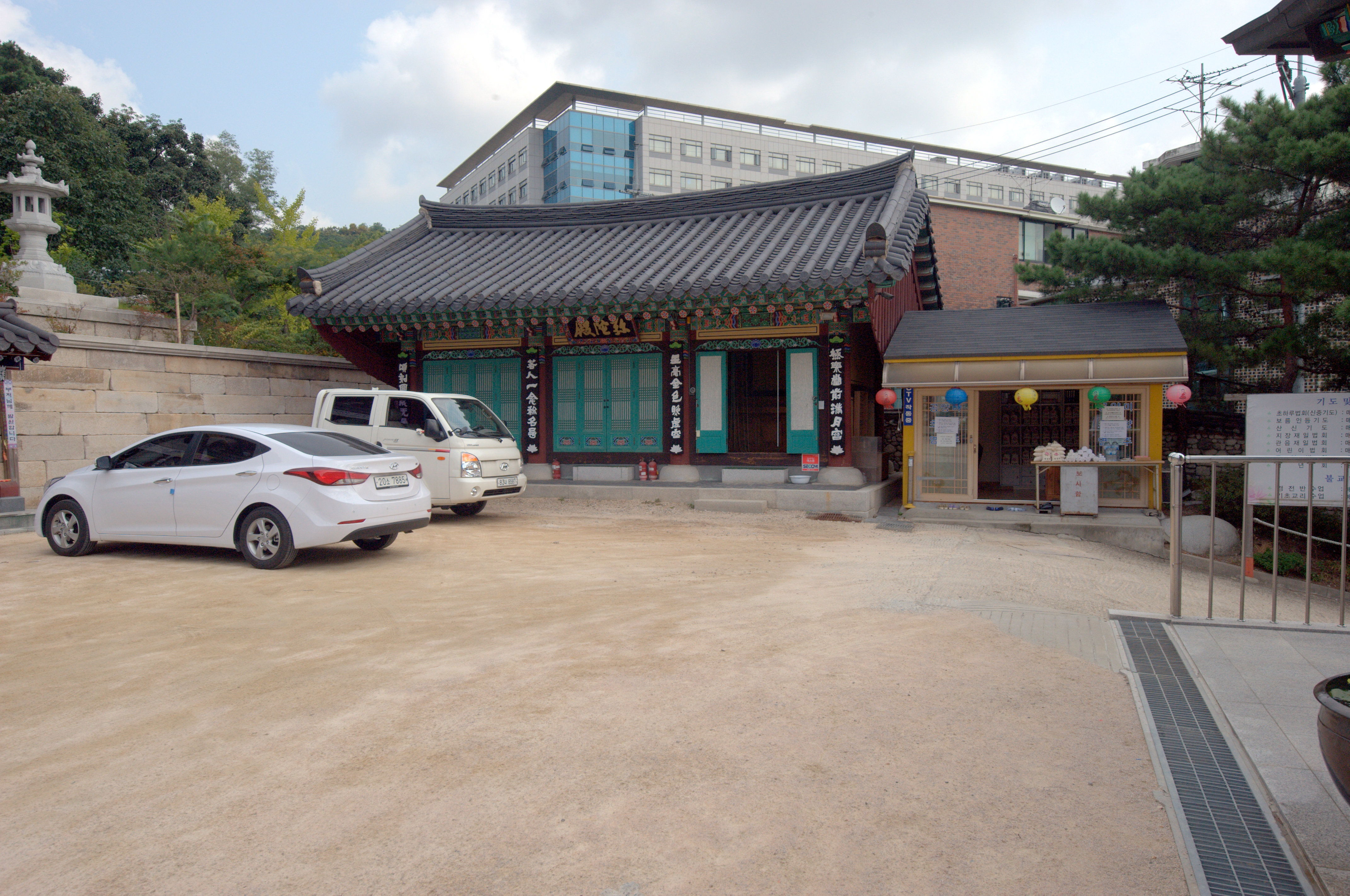
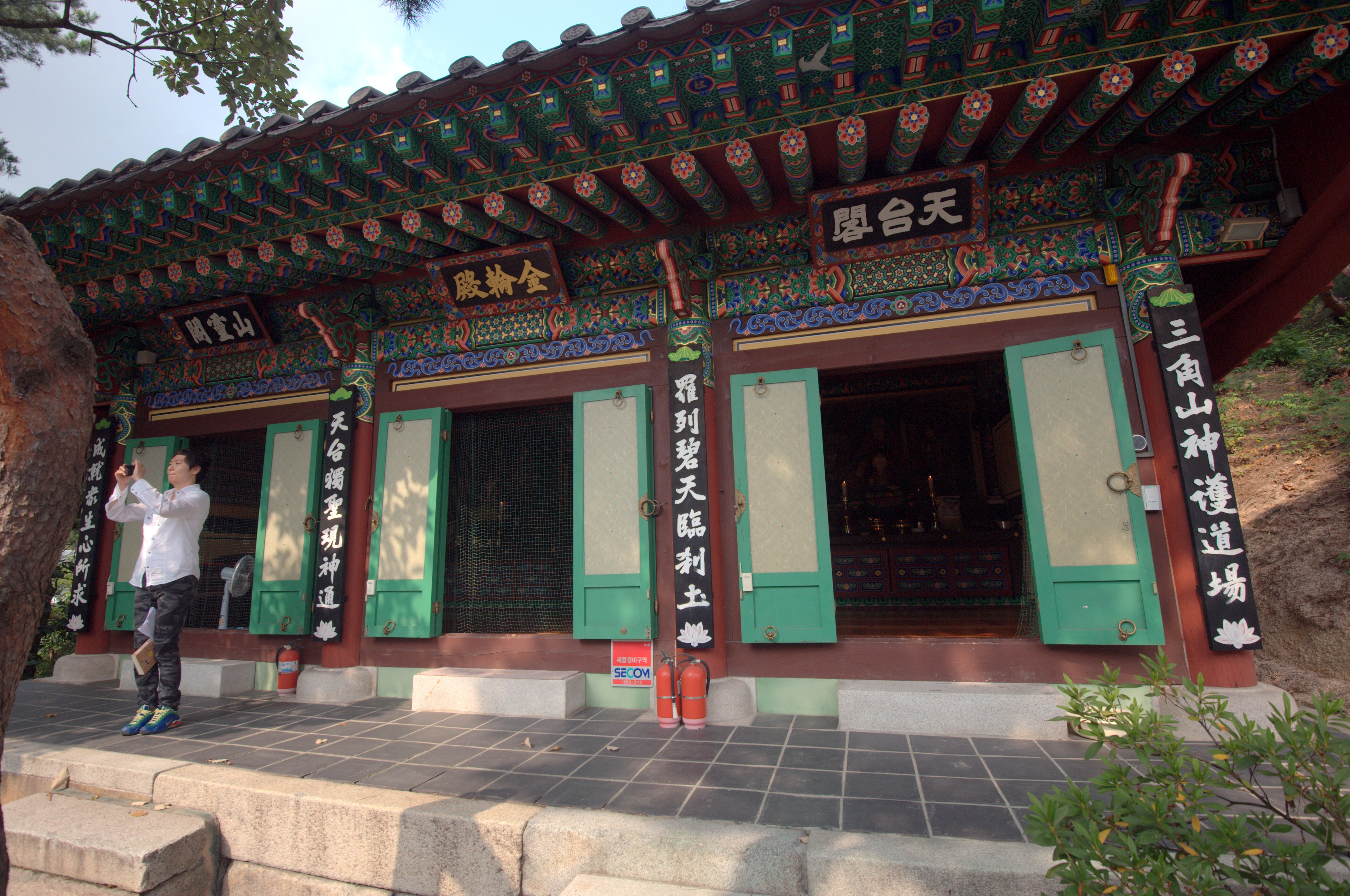
금륜전, 좌우로 산령각, 천태각 현판이 걸려있다.
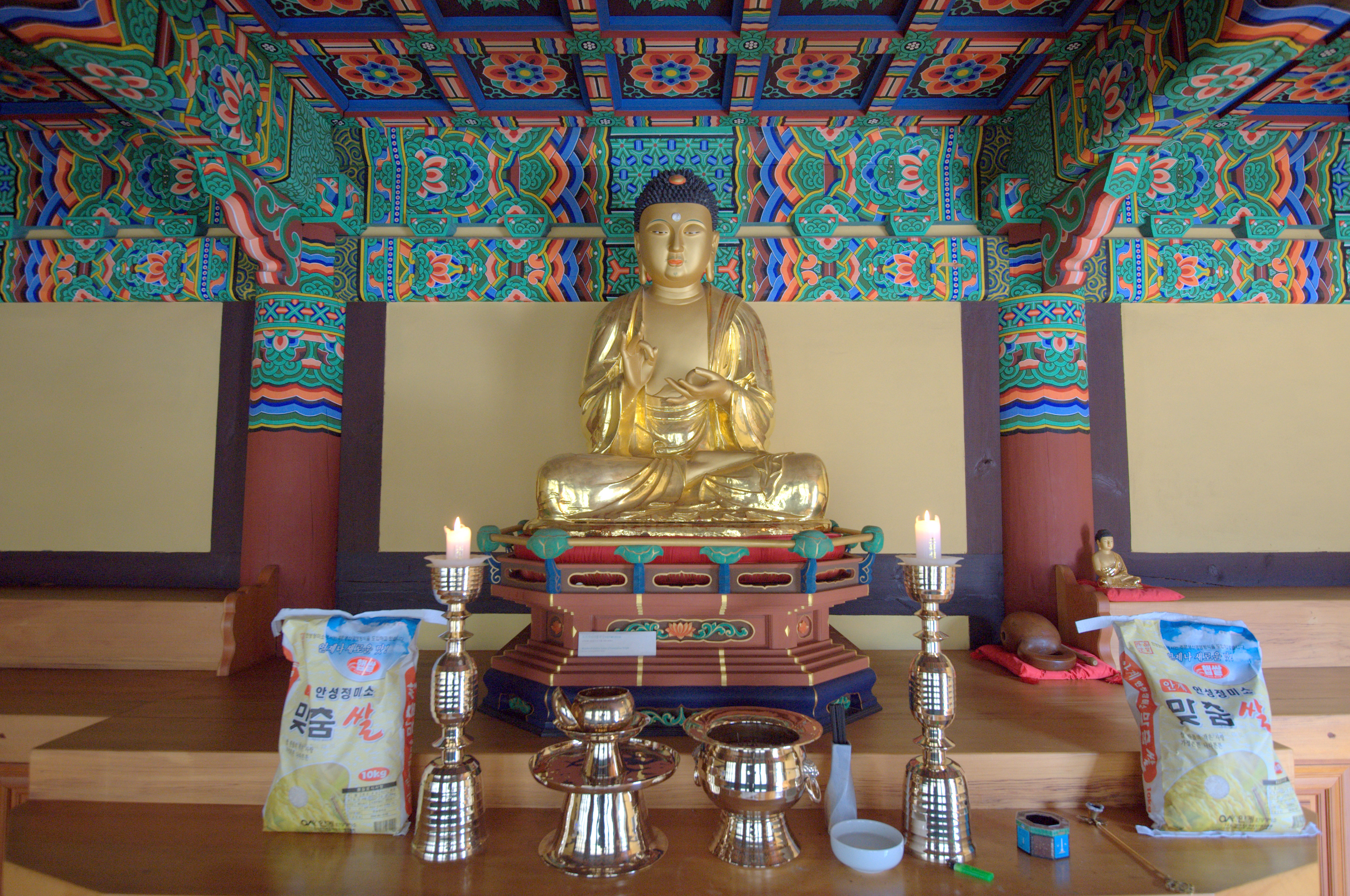
목조아미타여래좌상(보물 제1649호)

## 기타
일제강점기인 1945년 3월 31일 당시 개운사 경내에 참정권 운동가인 민원식의 묘소가 있었다. 민원식의 묘소는 8.15 해방 혹은 6.25 전쟁 이후 행방을 알 수 없다.

## 관련 문화재
- 서울 개운사 목조아미타여래좌상 및 발원문(보물 제1649호)
- 서울 개운사 목조아미타여래좌상 복장 전적(보물 제1650호)
- 서울 보타사 금동보살좌상(보물 제1818호)
- 서울 보타사 마애보살좌상(보물 제1828호)
- 개운사 감로도(서울특별시 유형문화재 제212호)
- 개운사 신중도(서울특별시 유형문화재 제213호)
- 개운사 팔상도(서울특별시 유형문화재 제214호)
- 개운사 지장시왕도(서울특별시 유형문화재 제215호)
- 개운사 목 아미타불좌상 복장일괄(서울특별시 유형문화재 제291호)

## 같이 보기
- 보타사
- 안암산